# British Columbia Civil Liberties Association
 (juillet 2025).
Si vous disposez d'ouvrages ou d'articles de référence ou si vous connaissez des sites web de qualité traitant du thème abordé ici, merci de compléter l'article en donnant les références utiles à sa vérifiabilité et en les liant à la section « Notes et références ».
Le British Columbia Civil Liberties Association, ou BCCLA, est une organisation non gouvernementale en Colombie-Britannique, Canada. Fondé en 1962 à Vancouver, BCCLA est consacré à la préservation, la maintenance et la promotion des libertés civiles et des droits humains au Canada.